# Sienna (Texas)
Sienna est une census-designated place située dans le comté de Fort Bend, dans l’État du Texas, aux États-Unis. Sa population s’élevait à 20 204 habitants lors du recensement de 2020.